# Caracol Radio
Caracol Radio ou Rádio Caracol  é uma das principais cadeias radiofônicas da Colômbia. Ela nasceu em Medellín, em 1948, como Cadena Radial Colombiana S.A. (Cadeia Radiofônica Colombiana), quando metade das Emisoras Nuevo Mundo (Emissoras Novo Mundo) de Bogotá foram adquiridas pela Voz de Antioquia.
A cadeia de rádios pertenceu ao industrial Julio Mario Santo Domingo até 2004, quando o grupo empresarial PRISA - Promotora de Informaciones S.A. (Promotora de Informações S.A.) comprou todo o Grupo Latino de Rádio, sendo que 17% pertencia a Santo Domingo. Desta maneira, a Caracol Radio deixou de ter vínculos com a Caracol Televisión.

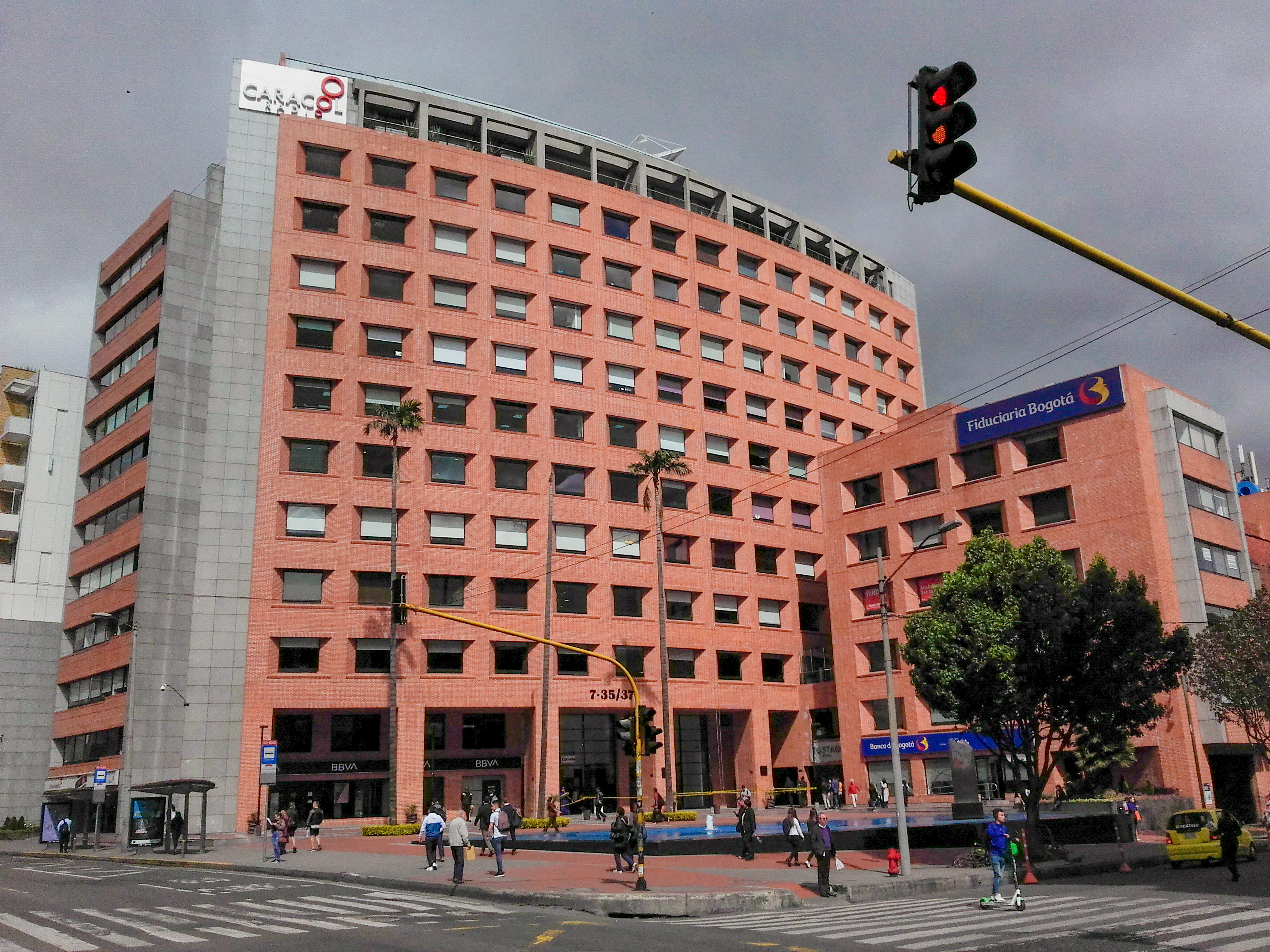
Edifício principal da estação de rádio na cidade de Bogotá.